# オーストラリア南極領土

オーストラリアが主張する領土（赤色）が示された南極の地図

オーストラリア南極領土（オーストラリアなんきょくりょうど、英: Australian Antarctic Territory、略称: AAT）は、南極大陸の一部分である。イギリスによって領有権が主張され、1933年にオーストラリア連邦の支配下に置かれた。国家によって領有権が主張されている南極の領域の中では最大（総面積5,896,500 km2）である。
オーストラリアが1961年6月23日に南極条約を批准、同日発効したことに伴い、この日以降、南極地域における領土主権、請求権は凍結されている。南極条約第四条では条約の規定が、主権に関するいかなる先行する主張を放棄あるい減じることはないが、領土主権の承認あるいは非承認についての締結国の立場を毀損するものではない、ことが定められている。その結果、イギリス、フランス、ニュージーランド、そしてノルウェーの4カ国のみが南極における主権へのオーストラリアの主張を認めている。

## 歴史
この領域では、オーストラリアの旧宗主国イギリスが1841年1月9日にヴィクトリアランドの領有権を、1930年にエンダービーランドの領有権を主張している。1911年以来、オーストラリア人が探検を行い、1933年のイギリスの調査委員会の南極探検によってオーストラリアの領土権が主張されるようになった。1926年の会議での討論の後、1936年にオーストラリアはこの領土の領有権を要求しイギリスは承認した。1938年にはフランスの主張するアデリーランドとの境界が調整された。それ以後は南極観測基地を随時建設し、この地で科学調査などを行なっている。

## 領域
AATは、アデリーランド（136°Eから142°E）を除く、60°Sの南と45°Eと160°Eの間の全ての島と領域からなる。西はドロンニング・モード・ランド、東はロス海属領と接している。面積は5,896,500 km2と推定されている。
この領土には研究基地のスタッフが居住している。オーストラリア南極局は3箇所の通年基地（モーソン基地、デービス基地、ケーシー基地）を管理することによってこの地域を主に管理している。

## 区分

オーストラリア南極領土の地域区分
エンダービー・ランド
ケンプ・ランド
マック・ロバートソン・ランド
プリンセス・エリザベス・ランド
ヴィルヘルム2世ランド
クイーンメリーランド
ウィルクス・ランド（さらに5つの海岸に分かれる）
ジョージ5世ランド
オーツ・ランド

オーストラリア南極領土の範囲内には、西から東の順に以下の通り9つの地域がある。
| No. | 地域                                                      | 面積 (km2) | 西限      | 東限      |
| --- | --------------------------------------------------------- | ---------- | --------- | --------- |
| 1   | エンダービー・ランド（Enderby Land）                      |            | 045° E    | 056°25' E |
| 2   | ケンプ・ランド（Kemp Land）                               |            | 056°25' E | 059°34' E |
| 3   | マック・ロバートソン・ランド（Mac. Robertson Land）       |            | 059°34' E | 072°35' E |
| 4   | プリンセス・エリザベス・ランド（Princess Elizabeth Land） |            | 072°35' E | 087°43' E |
| 5   | ヴィルヘルム2世ランド（Kaiser Wilhelm II Land）           |            | 087°43' E | 091°54' E |
| 6   | クイーンメリーランド（Queen Mary Land）                   |            | 091°54' E | 100°30' E |
| 7   | ウィルクス・ランド（Wilkes Land）                         | 2,600,000  | 100°30' E | 136°11' E |
| 8   | ジョージ5世ランド（George V Land）                        |            | 142°02' E | 153°45' E |
| 9   | オーツ・ランド（Oates Land）                              |            | 153°45' E | 160°00' E |

## 領海
オーストラリア南極領海は、オーストラリア南極領土の沖合200カイリまでの国際水域である。オーストラリアはこの領海がオーストラリア南極領土の排他的経済水域 (EEZ) に含まれると主張している。オーストラリアによる南極における主権の主張には異議が唱えられているため、多くの国家は南極EEZに関するオーストラリアの宣言に対して抗議した。一部は、これが南極条約第4条によって禁じられた主権の主張の「拡張」に当たると主張している。海洋法に関する国際連合条約 (UNCLOS) の規定では、沿岸国の排他的経済水域は領海を定めるベースラインから200海里 (370 km)を超えないと定められている。

### 捕鯨
オーストラリア南極領海における捕鯨には論争があり、国際的な注目を集めている。特に反捕鯨団体シーシェパードはオーストラリア南極領海内で活発に活動している。シーシェパードの小型船乗組員は日本の調査捕鯨船と何度も遭遇している。オーストラリア南極領海にあるオーストラリア鯨サンクチュアリ（聖域）は日本政府によって承認されていない。オーストラリア政府によって制定された反捕鯨法はオーストラリアの領海に適用されるが、オーストラリア南極領土ならびに領海におけるオーストラリアの主権に関する主張はわずか4カ国（日本を含まない）にしか承認されていない。

### 日本の立場
シーシェパードは日本の調査捕鯨船団に所属する捕鯨船との通信で、日本国はオーストラリア南極領海の存在を承認していないとの回答を受けている。